# Tomislav Jovanović - Tokac
Tomislav Jovanović - Tokac, slovenski skladatelj, glasbeni producent, kitarist in pevec, * 1970, Karlovec.
Je pevec in kitarist skupine Dan D.

## Zgodnje življenje
Tomislav Jovanović se je očetu Srbu in mami Slovenki rodil leta 1970 v Karlovcu na Hrvaškem. Kot najstnik je že v 1980-ih letih igral v raznih rock skupinah. Igrali so razne priredbe, z eno od skupin pa je okoli leta 1988 celo posnel album z avtorsko glasbo.
Leta 1991 so se bili njegovi starši med hrvaško osamosvojitveno vojno prisiljeni preseliti na Reko, saj je družina v Karlovcu izgubila »vse, razen glav«, Tokac pa se je z 22 leti preselil v Novo mesto, kjer sta živeli že njegovi teta in sestra. Tam se je naučil govoriti slovensko. Kmalu po prihodu je z Bojanom Djordjevičem ustanovil rock skupino Mercedes Band, ki pa je čez nekaj let razpadla. Začela sta z več kot 30-imi nastopi v gostilni Pri vodnjaku. Kmalu se je na mestu Bojana Djordjeviča znašel Dušan Obradinovič - Obra. Iz njunega sodelovanja je nastala skupina Dan D.